# Foulques de Villaret
Foulques de Villaret (zm. 1 września 1327) – 25. wielki mistrz zakonu joannitów w latach 1305–1319.